# Catlin (Illinois)
Pour les articles homonymes, voir Catlin.
Catlin est un village situé au centre du comté de Vermilion dans l'Illinois, aux États-Unis,. Il est fondé en 1820 sous le nom de Butler’s Point et est incorporé le 21 juin 1873.

## Démographie
Lors du recensement de 2010, le village comptait une population de 2 040 habitants. Elle est estimée, en 2016, à 1 981 habitants.

### Source de la traduction
- (en) Cet article est partiellement ou en totalité issu de l’article de Wikipédia en anglais intitulé « Catlin, Illinois » (voir la liste des auteurs).